# Harzreise im Winter

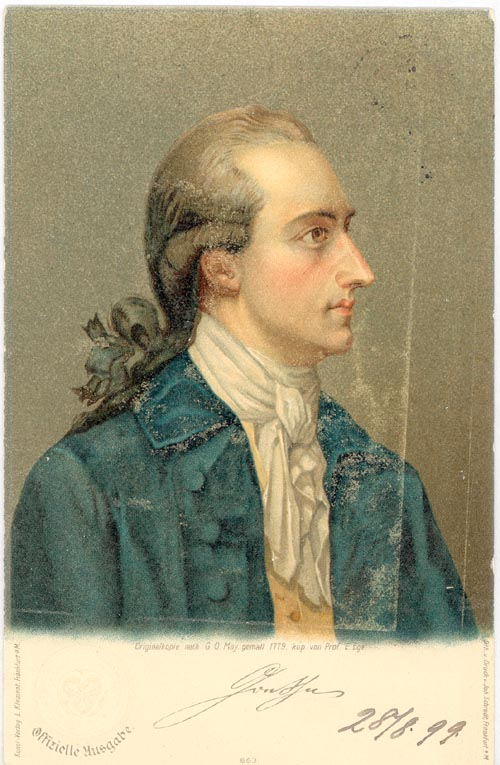
Johann Wolfgang von Goethe
Bildnis von Georg Oswald May, 1779, Kopie

Harzreise im Winter ist der Titel der letzten noch zur Epoche des Sturm und Drang gehörenden Hymne Johann Wolfgang von Goethes, die im Dezember 1777 entstand und 1789 im achten Band seiner Schriften erstmals gedruckt wurde.
Das Gedicht sammelt die Eindrücke der ersten Reise in den Harz, die Goethe vom 29. November bis zum 14. Dezember 1777 unternahm.
Es steht am Ende einer Reihe großer, mit Wandrers Sturmlied beginnender freirhythmischer Hymnen des jungen Dichters und zeigt bereits eine gewisse Distanz zum schöpferischen Geniegedanken und Ich-Bezug der vorhergehenden Werke.
Es ist von einem religiösen Klang durchzogen und lässt neben Bezügen zur römischen Mythologie einen biblischen Hintergrund erkennen, der jedoch pantheistisch umbesetzt ist.

## Form und Inhalt
Das aus 88 zwei- bis vierhebigen Versen bestehende Werk ist freirhythmisch, reimlos und in elf Strophen gegliedert, die unterschiedliche Längen aufweisen, was der freien Bauform der Hymne bzw. Ode im 18. Jahrhundert entspricht.
Aus den vielen Impressionen seiner Reise wählte Goethe nur wenige aus und setzte sie in einen existentiellen Bezug. Zu ihnen gehören der kreisende Greifvogel, das Farbenspiel des Lichts am Morgen, das Dickicht, die Wege in der Dunkelheit „auf öden Gefilden“, der verschneite Gipfel und der Sturm.
Die Hymne hebt mit einer Strophe an, in der das lyrische Ich sein Lied wünschend mit einem schwebenden Geier vergleicht, der aus der Höhe herab nach Beute sucht:
Dem Geier gleich,

Der auf schweren Morgenwolken

Mit sanftem Fittich ruhend

Nach Beute schaut,

Schwebe mein Lied.
Bereits in der zweiten Strophe grenzt das schwebende Lied das erfüllte Leben des Glücklichen von der Trübsal des Unglücklichen ab, der vergebens gegen sein Schicksal aufbegehrt.
Im weiteren Verlauf des Weges fällt in der fünften Strophe, abseits im Gebüsch, ein Vereinzelter auf, der von Öde verschlungen wird.
Nun geht der Dichterblick von außen in die Binnenperspektive über, beleuchtet die Not des Selbstsüchtigen und fragt, wer die Schmerzen dessen heilt, „dem Balsam zu Gift ward“ und
Der sich Menschenhaß

Aus der Fülle der Liebe trank.
In der folgenden Strophe ruft das Lied den „Vater der Liebe“ an, der das Herz des Leidenden erquicken und den „umwölkten Blick“ öffnen möge, damit dem „Durstenden / In der Wüste“ die „tausend Quellen“ offenbar werden. Diese Bitte wird in Strophe acht auf die „Brüder der Jagd“ erweitert, die ihrerseits gesegnet werden sollen.
In der zehnten Strophe bittet das Lied dann für einen Einsamen – den Dichter selbst –, der in „Goldwolken“ gehüllt und von „Wintergrün“ umgeben werden soll. Nach einem beleuchteten und geschützten Aufstieg durch „die Furten der Nacht“ erreicht der Dichter den „gefürchteten Gipfel“ und blickt im Gefühl der Dankbarkeit auf die überwältigende Natur.

## Entstehung und Publikation

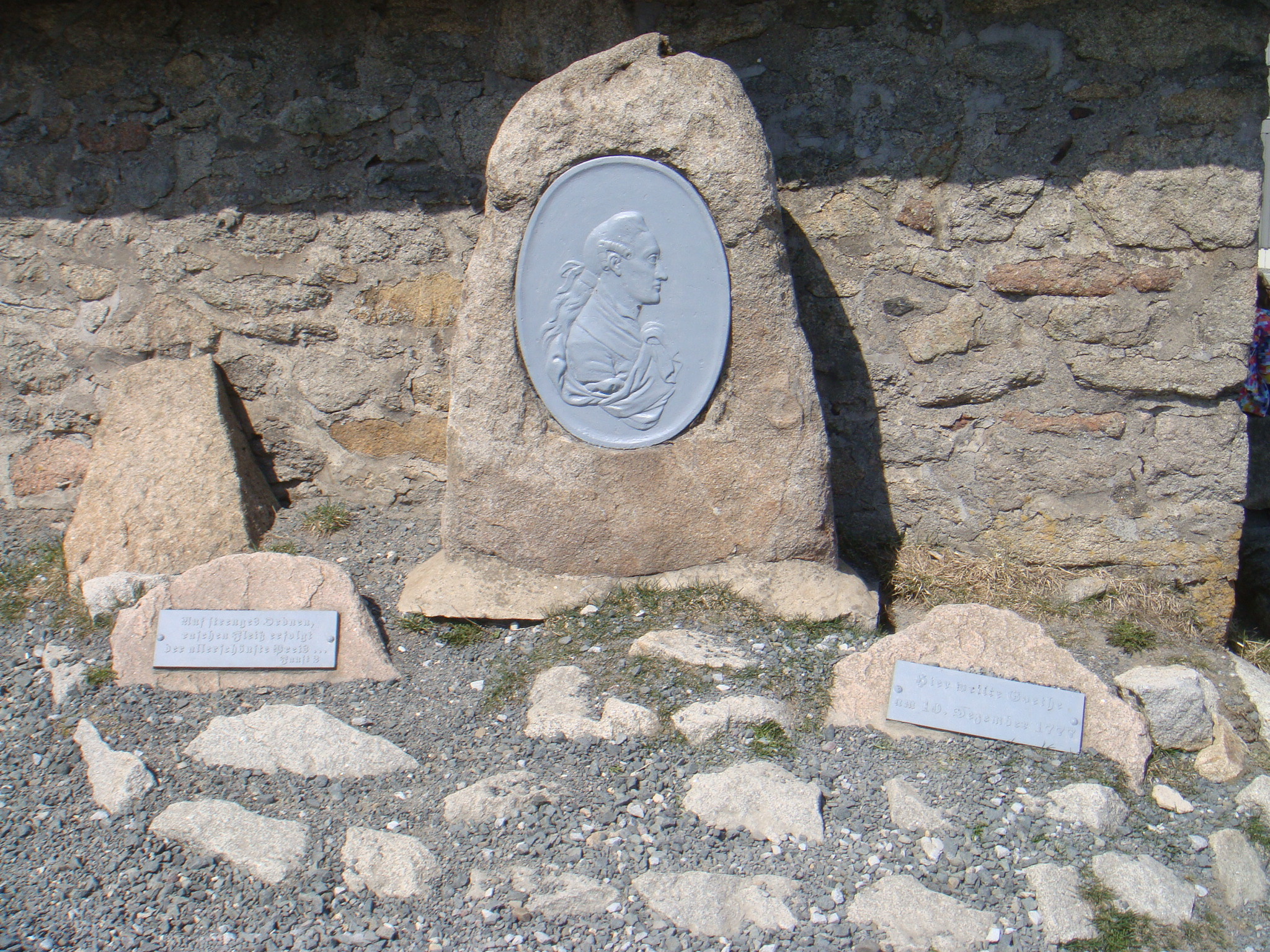
Gedenkstein für Goethes Anwesenheit auf dem Brocken

Da die Urschrift des Werkes nicht erhalten ist, stellt die Niederschrift Philipp Seidels, am 5. August 1778 einem Brief an Johann Heinrich Merck beigefügt, die älteste Textüberlieferung dar. Goethe nahm das Werk nicht in seine handschriftliche Sammlung auf, die er 1777 für Charlotte von Stein zusammenstellte. Für den erst 1789 im Band acht seiner Schriften erfolgten Druck bearbeitete er sein frühes Gedicht; so änderte er die ursprüngliche Wendung der Schlussstrophe „unerforscht die Geweide“ in „mit unerforschtem Busen“.
Goethe schrieb das Gedicht während seiner ersten Harzreise, auf der er sich in Fremdenbüchern als „Johann Wilhelm Weber aus Darmstadt“ ausgab. Bereits am 16. November hatte er seinem Tagebuch die „Projeckte zur heimlichen Reise“ anvertraut, ein Unternehmen, das er am 7. Dezember in einem Brief an Frau von Stein als „Wallfahrt“ bezeichnete.
Am ersten Dezember, viele Tage vor dem Aufstieg, hielt er bereits die ersten Worte der Hymne fest: „Dem Geyer gleich“, begann das Werk somit ohne den weiteren Verlauf und die Klimax zu kennen, auf die es sich später zubewegen sollte. Der Höhepunkt war die Brockenbesteigung selbst, die zu dieser Zeit wegen der Wetterbedingungen noch unsicher war und als gefährlich galt und die ihm schließlich am 10. Dezember gelang.
Viele Jahre später erklärte er in seiner autobiographischen Schrift Kampagne in Frankreich, am Ettersberg einen Geier „im düstern und von Norden her sich heranwälzenden Schneegewölk“ gesehen und an diesem Tag das Gedicht bereits begonnen zu haben.

## Hintergrund

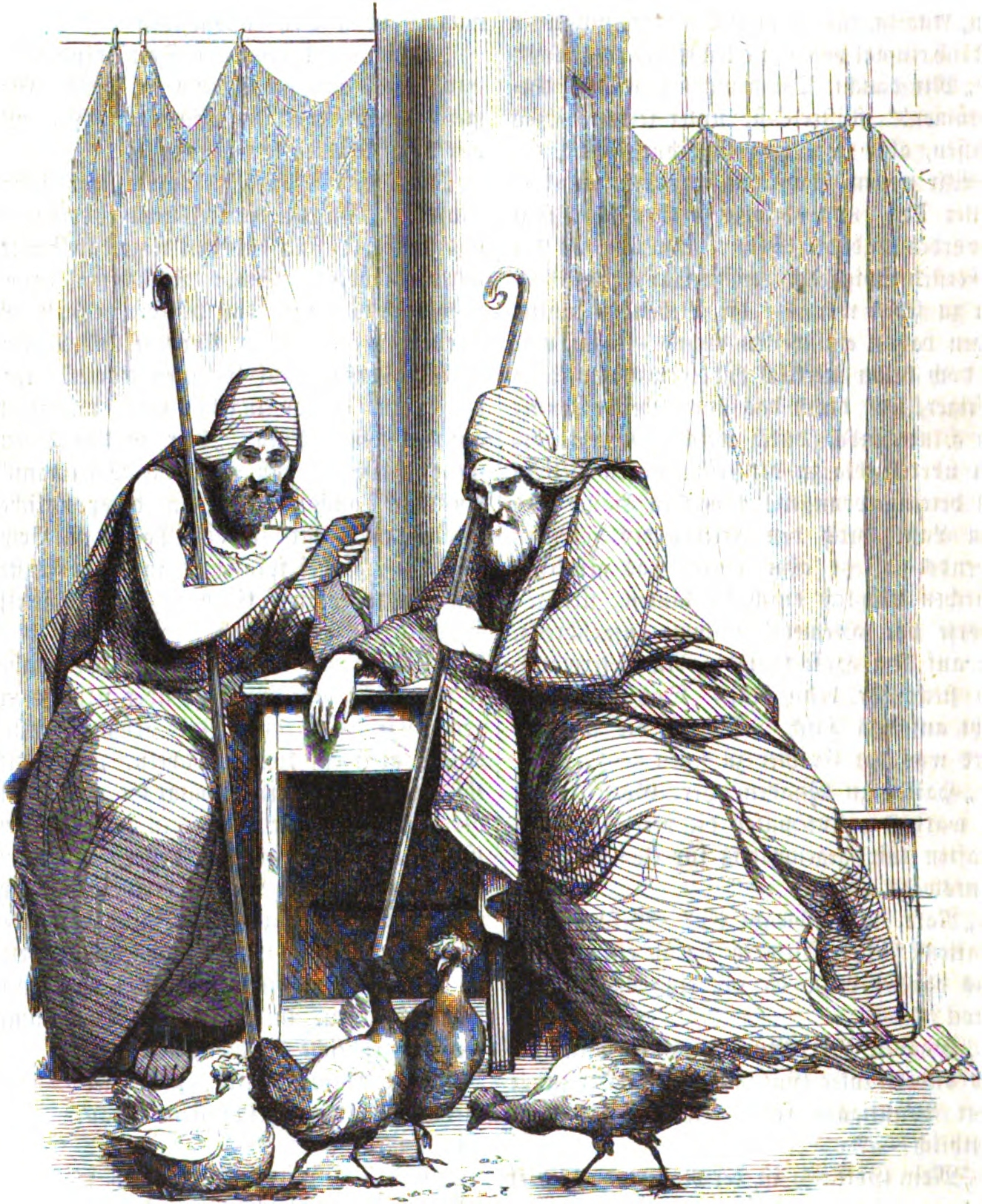
Römische Auguren bei der Beobachtung von Vögeln

Während Friedrich Schiller mit seinen später entstandenen Dramen Die Räuber und Kabale und Liebe noch Werke schreiben sollte, die dem Sturm und Drang zuzuordnen sind, strebte Goethe nach der Harzreise im Winter bereits neuen Ufern zu.
Später, als ihn das Wilde und Ungeordnete abstieß und er Maß und Ordnung suchte, distanzierte er sich von vielen Werken und blickte äußerst kritisch auf jene Epoche zurück, in der er als Dichter des Werthers berühmt wurde. Mit ihrer überzogenen, sich für grenzenlos erklärenden Genievorstellung habe man damals Regeln einfach umgeworfen; dass besorgte Menschen sich diesem Treiben widersetzt hätten, könne man nur begrüßen.
Zur Zeit Goethes war es möglich, auch Greifvögel wie Falken oder Bussarde als „Geier“ zu bezeichnen. Dass der Geier bei den Römern zudem ein Vogel der Weissagung war, mit dem die Auguren den Willen der Götter erforschten, war Goethe bekannt. In diesem Zusammenhang haben die Zeilen der zweiten Strophe ihre besondere Bedeutung: „Denn ein Gott hat / Jedem seine Bahn / Vorgezeichnet …“ Während der Glückliche sein Ziel zu erreichen scheint, sträubt sich der Unglückliche vergebens gegen die „Schranken des ehernen Fadens“.
Mit dem unglücklichen, sich in Verbitterung verzehrenden Menschen, „dem Balsam zu Gift ward“, bezog sich Goethe auf den gemütskranken Friedrich Victor Leberecht Plessing, der nach dem Studium der Theologie und Rechtswissenschaft ins Pfarrhaus seines Vaters zurückgekehrt war und sich 1776 verzweifelt an Goethe in Weimar gewandt hatte. Goethe besuchte ihn auf seiner Harzreise am 3. Dezember in Wernigerode, konnte ihm allerdings nicht helfen.
Neben Plessing gab es weitere Hilfesuchende, denen Goethe zur Seite stand. So beschrieb er in seiner Schrift Kampagne in Frankreich, dass er sich auch andere junge Männer „aufgebürdet“ habe, die er auf ihrem Weg begleiten wolle. Die Schwermut Plessings erklärte er im Zusammenhang mit seinem Werther-Roman, der in eine aufgewühlte Epoche gefallen sei. Werther habe keine „Krankheit […] erregt, sondern nur das Übel aufgedeckt, das in jungen Gemütern verborgen lag.“ Plessings langer Brief sei „fast das Wunderbarste, was“ ihm „in jener selbstquälerischen Art vor Augen gekommen.“ Viele Hilfssuchende hätten sich allerdings nicht bewegt, um ihm auf seinem „Wege einer reineren höheren Bildung entgegenzugehen“, wodurch sie ihn behindert und sich selbst nicht entwickelt hätten.

## Einzelheiten und Deutung

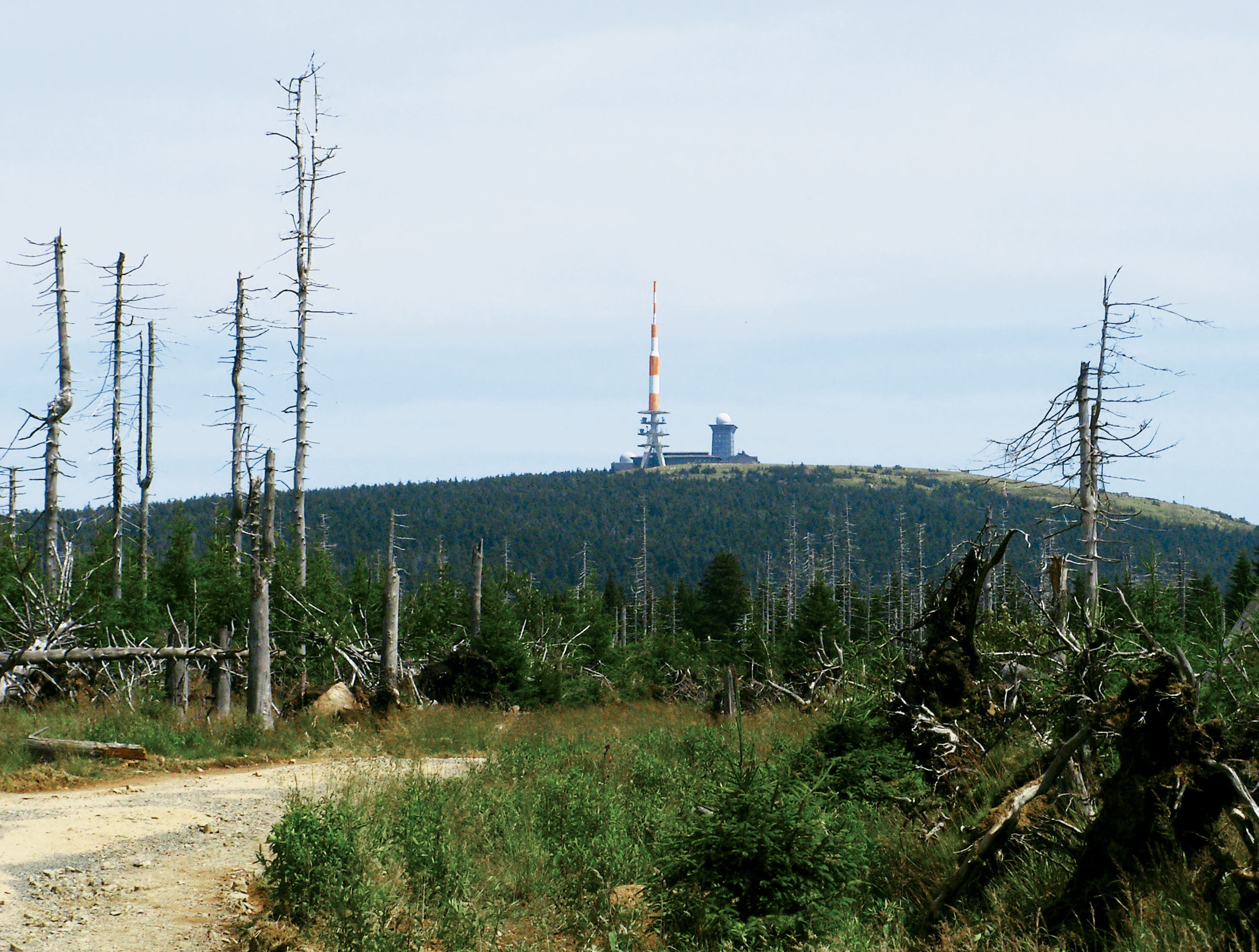
Blick vom Goetheweg auf den Brocken

Die Hymne ist weniger beschreibend als reflektierend, indem der im Titel genannte Landschaftsbezug äußerlich nur stellenweise zu erkennen ist und eher den Rahmen einer existentiellen Erfahrung und Krisenbewältigung bildet.
Die symbolische Bedeutung des Aufstiegs und der Gipfelbesteigung zeigt sich im Verlauf des Gedichts in einer zunehmend pontifikalen Sprache mit deutlichen Bezügen auf das Alte und Neue Testament.
Vor dem Hintergrund seiner Tagebucheinträge und Briefe zeigen sich die religiösen Bezüge der Hymne in einem deutlichen Licht. Nach der sehnlich erwünschten Brockenbesteigung schrieb er: „heitrer, herrlicher Augenblick, die ganze Welt in Wolcken und Nebel und oben alles heiter“ und fügte den Satz hinzu: „Was ist der Mensch dass du sein gedenckst“, der sich im achten Psalm findet und den er bereits zum Jahrestag seiner Ankunft in Weimar niedergeschrieben hatte.
In einem Brief an Charlotte erwähnte er sein symbolisches Dasein. „Mit mir verfährt Gott wie mit seinen alten heiligen […] und die Hingebenheit von Augenblick zu Augenblick, die ich habe, und die vollste Erfüllung meiner Hoffnungen.“
Das Lied soll, dem weissagenden Geier gleich, von der erhofften Prophezeiung künden, womit der Übergang zur zweiten Strophe („Denn ein Gott hat...“) verdeutlicht wird, in der die Lebenswege der Menschen vorgezeichnet erscheinen.
So gewinnen die feierlichen Worte der beiden letzten Strophen ihre eigene Bedeutung. Ganz in der Schwungkraft des Sturm und Drang, die Natur zu vergöttlichen, kommt es zu einer Begegnung mit dem Göttlichen selbst, und der Aufstieg wie die erfolgreiche Gipfelbesteigung erhalten ihren zeichenhaften Sinn. Dass in den Schlussversen der Gipfel im „angeschauten Gegenüber“ verbleibt, lässt für Karl Otto Conrady allerdings eine Distanz zum überschwänglichen Jubel („Umfangend umfangen! / Aufwärts an deinen Busen / Alliebender Vater!“) der älteren Hymne Ganymed erkennen.
Gegenüber Goethes Selbstkommentaren, welche die Deutung des Gedichts lange bestimmten, meldete Heinrich Henel 1973 einige Bedenken an. Er lehnte den biographischen Ansatz nicht ab, sondern bewertete ihn anders, indem er sich vor allem auf die Reisekorrespondenz mit Charlotte von Stein konzentrierte. Vor diesem Hintergrund lasse das Gedicht die Stimme des Wanderers hören – ein häufig wiederkehrendes Motiv in Goethes Lyrik – der, von innerer Not getrieben, ein Orakel befragen wolle. Das sehnlich erwünschte Zeichen zeige sich dem Wanderer dann im göttlichen Geleitschutz auf seinem Weg zum Gipfel.
Diese Deutung aufnehmend, verband Albrecht Schöne die Orakelbefragung in der Geieranrufung der ersten Strophe mit Goethes Regierungstätigkeit, der er in jener Zeit noch mit sehr gemischten Gefühlen gegenüberstand.
Nach Auffassung Jochen Schmidts wiederum ist der Greifvogel, anders als in Albrecht Schönes Interpretation, mit dem Adler verbunden, der sich in Pindars Werk findet. Für ihn geht die erste Strophe bis ins Detail auf die dritte Nemeische Ode zurück und kündet von einer Selbstvergewisserung Goethes und dem komplizierten Verhältnis zwischen Dichtertum und Lebenspraxis.
Ist das Bild vom „Durstenden/In der Wüste“ der siebenten Strophe mit dem Buch Jesaja verbunden, bestimmen für Bernd Leistner die Worte „geheimnisvoll-offenbar“ und „Reiche und Herrlichkeit“ der letzten Strophe die pontifikale Ebene der lyrischen Sprache, lösen sich aber vom theologisch-exegetischen Bezug auf den Römer- und Kolosserbrief ebenso wie vom Motiv der Verführung zum Bösen in der Versuchung Jesu nach Mt 4,8 .
Alternative Deutungen, die sich in unterschiedlichem Ausmaß von den erwähnten biographischen Lesarten des Gedichts lösen und die unterschiedlichen fiktiven Sprecherinstanzen des Gedichts – das lyrische Ich des Dichters und sein schwebendes Lied – vom empirischen Autor Goethe unterscheiden, haben u. a. Klaus Weimar (1984); Michael Mandelartz (2006) und Sebastian Kaufmann (2010/11) vorgelegt.

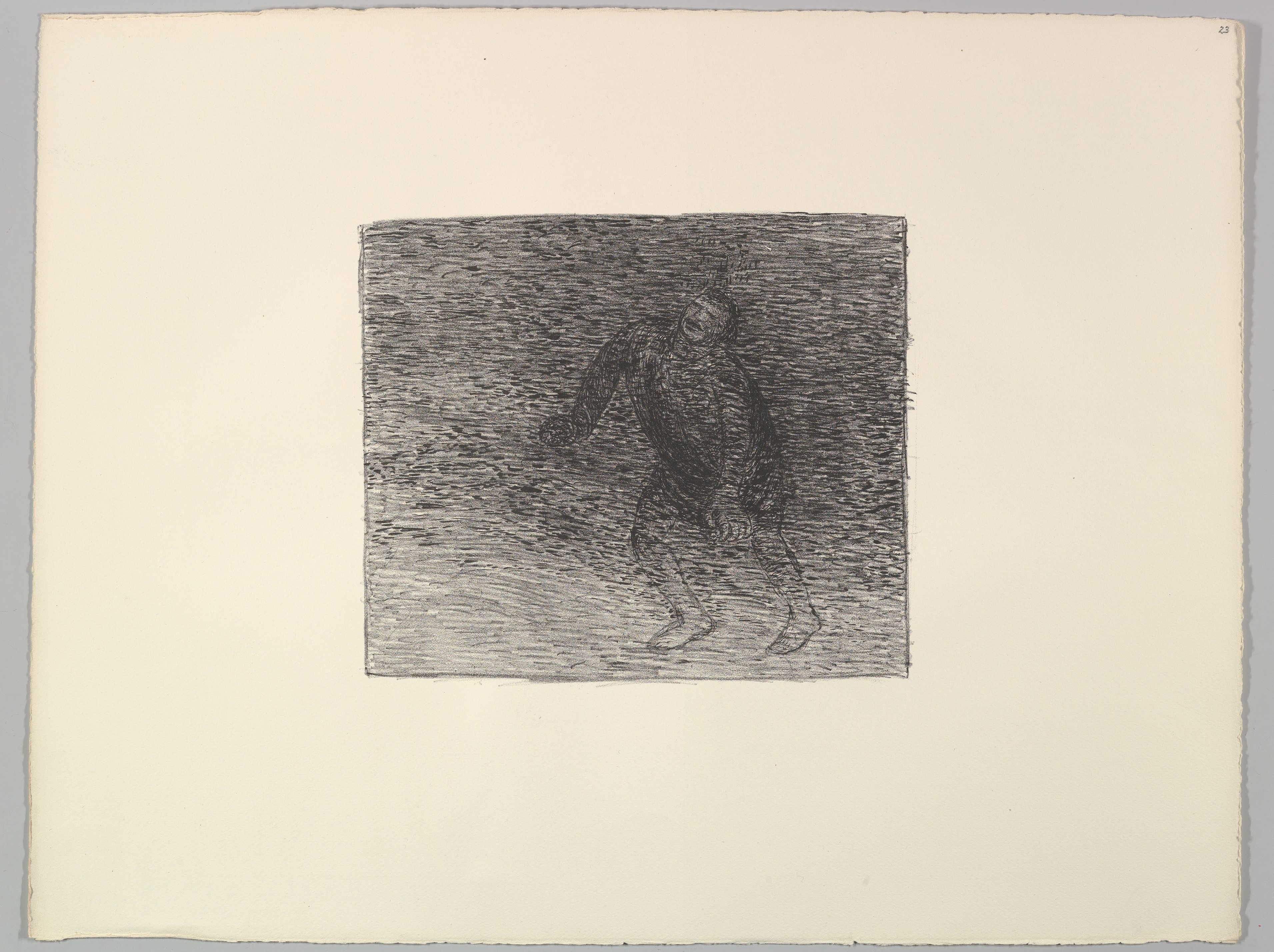
Ruf im Nebel von Ernst Barlach

Ernst Barlach schuf im Jahr 1924 eine Reihe von Lithografien zur Illustration von Goethens Hymne.

## Vertonungen
Johann Friedrich Reichardt vertonte die Hymne im Jahr 1792. Sein Werk trägt den Titel Rhapsodie (Aus der Harzreise). 1869 wurde das Goethe-Gedicht auch von Johannes Brahms vertont. Seine – wesentlich bekanntere – Vertonung wurde für Altstimme, Männerchor und Orchester gesetzt und ist allgemein als Alt-Rhapsodie geläufig. Sie trägt die Opuszahl 53. Brahms verwendete im Wesentlichen dieselben Textpassagen wie Reichardt, doch vertonte der ältere Kollege nur 16 Zeilen, Brahms hingegen 22.
Der ganze Text wurde hingegen 2012 von Wolfgang Rihm für Bariton und Klavier vertont.